# 新疆生产建设兵团第六师一〇三团
新疆生产建设兵团第六师一〇三团是中华人民共和国新疆生产建设兵团第六师下辖的一个团，与2012年9月7日成立的五家渠市蔡家湖镇实行“团镇合一”的管理体制。

## 行政区划
新疆生产建设兵团第六师一〇三团下辖以下单位：
香甜路社区、胜利街社区、团结街社区、一连、二连、三连、五连、六连、七连、八连、九连、十连、十二连。